# Andrey Vasilyevich Khrulyov
Andrey Vasilyevich Khrulyov (tiếng Nga: Андрей Васильевич Хрулёв; 30 tháng 9 [lịch cũ 18 tháng 9] năm 1892, làng Bolshaya Alexandrovka, tỉnh Saint Petersburg - ngày 9 tháng 6 năm 1962, Moskva) là một tướng lĩnh quân đội Liên Xô, hàm Đại tướng.

## Thiếu thời
Andrey Khrulyov sinh ra ở làng Bolshaya Aleksandrovka, con trai của Vasily Vasilyevich Khrulyov, một thợ rèn, và Maria Ivanovna, một nông dân. Thời thanh niên, ông từng theo học nghề thợ kim hoàn (1903-1912). Sau đó, ông trở thành một nhà cách mạng, từng bị đày đến Estonia (1912-1914).

## Sự nghiệp
Gia nhập Hồng quân năm 1918 trong Nội chiến Nga, Khrulyov đầu tiên phục vụ tại Petrograd, và trong những năm 1919 -1921 là một ủy viên chính trị trong sư đoàn kỵ binh thứ 11 của Tập đoàn quân kỵ binh 1 tiên Budyonny.
Sau chiến tranh, ông vẫn phục vụ trong quân đội và bắt đầu phát triển một hệ thống hậu cần tinh vi hơn cho Hồng quân, trở thành hậu phương của Lực lượng Vũ trang Nga. Khrulyov là Tổng cục trưởng Tổng cục Hậu cần Hồng quân (1939-1941), Phó Chánh Văn phòng Dân ủy Quốc phòng Liên Xô và Trưởng ban Cung cấp hậu phương Hồng quân (từ năm 1941). Từ năm 1942-1943, ông là Ủy viên nhân dân Đường sắt. 

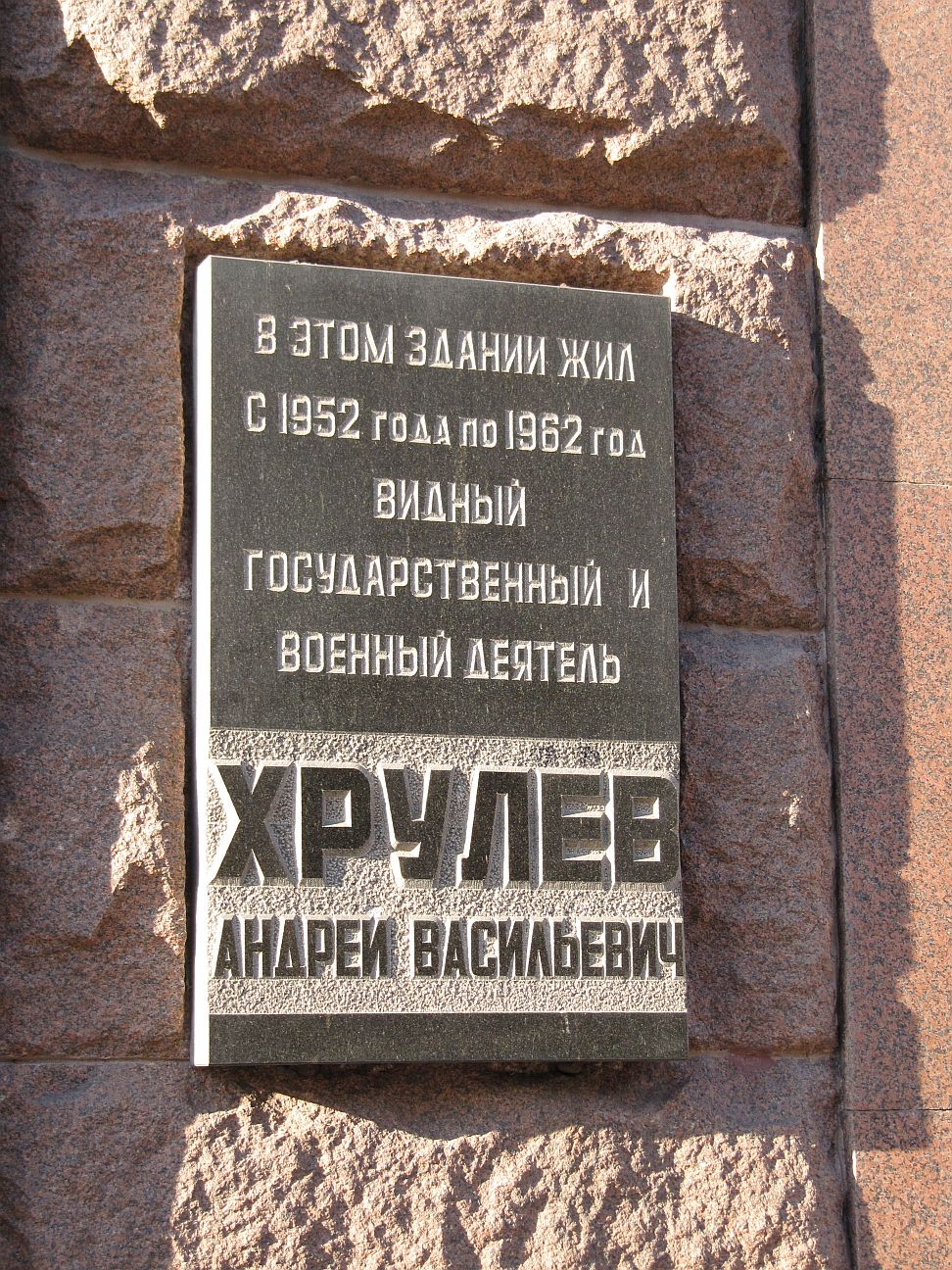
Một tấm biển để vinh danh Đại tướng Andrey Khrulyov trên đường Tverskaya ở Moskva.

## Hậu chiến
- 1943-1946 - Lành đạo cung cấp hậu phương của Hồng quân.
- 1946-1950 - Chủ nhiệm Hậu cần của Lực lượng Vũ trang - Thứ trưởng Bộ Lực lượng Vũ trang Liên Xô.
- 1950-1951 - Thứ trưởng Bộ Chiến tranh Liên Xô về hậu cần.
- 1951 - giải ngũ.
- 1951-1953 - Thứ trưởng Bộ Công nghiệp Vật liệu Xây dựng Liên Xô.
- 1953-1956 - Thứ trưởng Bộ Giao thông vận tải và Đường cao tốc Liên Xô.
- 1956-1958 - Thứ trưởng Bộ Xây dựng Liên Xô.
- Từ năm 1958, cố vấn thanh tra quân sự cho Nhóm Tổng Thanh tra Bộ Quốc phòng Liên Xô, đồng thời là Phó Chủ tịch Ủy ban Cựu chiến binh Liên Xô.

Khi ông qua đời vào năm 1962, một nhóm nguyên soái đã ép Bộ Chính trị chôn cất Khrulyov trong Nghĩa trang tường Điện Kremli. Thông thường, với cấp bậc Đại tướng, ông không được hưởng vinh dự này; Nikita Khrushchyov được biết là không thích Khrulyov và đề nghị chôn cất ông tại Nghĩa trang Novodevichy. Phía quân đội sau đó đã thắng thế, và tro cốt của Khrulyov đã được chôn trên Quảng trường Đỏ.

## Lược sử quân hàm
- Chính ủy quân đoàn (Корпусной комиссар, 1935)
- Trung tướng hậu cần (1940)
- Thượng tướng hậu cần (1942)
- Đại tướng (1943)